# Chi Đại hoàng
Chi Đại hoàng (tên khoa học Rheum) là một chi thực vật có hoa trong họ Polygonaceae. Trong Đông y, "đại hoàng" là dược liệu lấy từ một số loài thuộc chi này như R. officinale, R. palmatum, R. rhabarbarum.

## Các loài
- Rheum acuminatum Hook. f. & Thomson
- Rheum alexandrae Batalin
- Rheum altaicum Losinsk.
- Rheum australe D. Don
- Rheum compactum L.
- Rheum cordatum Losinsk.
- Rheum delavayi Franch.
- Rheum emodi
- Rheum forrestii Diels
- Rheum glabricaule Sam.
- Rheum globulosum Gage
- Rheum hotaoense C.Y. Cheng & T.C. Kao
- Rheum × hybridum Murray
- Rheum inopinatum Prain
- Rheum kialense Franch.
- Rheum laciniatum Prain
- Rheum lhasaense A.J. Li & P.G. Xiao
- Rheum likiangense Sam.
- Rheum lucidum Losinsk.
- Rheum macrocarpum Losinsk.
- Rheum maculatum C.Y. Cheng & T.C. Kao
- Rheum maximowiczii
- Rheum nanum Siev. ex Pall.
- Rheum nobile Hook. f. & Thomson
- Rheum officinale Baill.
- Rheum palaestinum
- Rheum palmatum L.
- Rheum przewalskyi Losinsk.
- Rheum pumilum Maxim.
- Rheum racemiferum Maxim.
- Reum rhabarbarum L.
- Rheum rhaponticum L.
- Rheum rhizostachyum Schrenk
- Rheum rhomboideum Losinsk.
- Rheum ribes
- Rheum spiciforme Royle
- Rheum subacaule Sam.
- Rheum sublanceolatum C.Y. Cheng & T.C. Kao
- Rheum tanguticum Maxim. ex Balf.
- Rheum tataricum L.f.
- Rheum tibeticum Maxim. ex Hook. f.
- Rheum turkestanicum Janisch.
- Rheum undulatum
- Rheum uninerve Maxim.
- Rheum webbianum Royle
- Rheum wittrockii C.E. Lundstr.
- Rheum yunnanense Sam.